# André-Frank Zambo Anguissa
André-Frank Zambo Anguissa (n. 16 noiembrie 1995 în Yaoundé, Camerun) este un fotbalist camerunez, care joacă în prezent la Napoli, în Serie A și la echipa națională de fotbal a Camerunului, pe postul de mijlocaș.

## Carieră
Zambo Anguissa s-a alăturat lui Olympique Marseille în 2015 de la Stade de Reims. A debutat cu prima echipă pe 17 septembrie 2015 în UEFA Europa League împotriva lui FC Groningen. Trei zile mai târziu, și-a făcut debutul în Ligue 1 împotriva lui Olympique Lyon.
Pe 16 mai 2018, a jucat în finala UEFA Europa League 2018, pe care Marseille a pierdut-o împotriva lui Atlético de Madrid pe stadionul Parc Olympique Lyonnais din Décines-Charpieu, Lyon, Franța.

### Fulham
În august 2018, a fost transferat la Fulham iar apoi a fost împrumutat la Villarreal în iulie 2019, după retrogradarea lui Fulham din Premier League. Și-a făcut debutul cu Villarreal pe 17 august, jucând 90 de minute într-o remiză 4–4 pe teren propriu cu Granada CF.

### Napoli
Pe 26 mai 2022, Napoli a achiziționat drepturile lui Anguissa de la Fulham după ce acesta jucase sub formă de împrumut în ultimul sezon. Pe 7 septembrie, a marcat primul său gol în Liga Campionilor într-o victorie cu 4-1 împotriva lui Liverpool. Pe 1 octombrie, a marcat primele goluri în Serie A, înregistrând o dublă în victoria cu 3-1 împotriva lui Torino.